# 野球オランダ代表
野球オランダ代表（やきゅうオランダだいひょう、Baseball Netherlands national team）は、オランダにおける野球のナショナルチームである。欧州野球選手権では歴代最多となる22回の優勝を果たし、ワールド・ベースボール・クラシック（WBC）では2大会連続でベスト4に入るなど欧州では圧倒的な強さを誇り、サッカーなどと同様に代表チームの愛称は「オラニエ」である。WBSC世界ランキングは7位（2023年11月2日発表時点）。

## 概説
欧州野球選手権ではほとんどの大会でイタリアと優勝争いをしていた。
2000年代以降は国際大会における躍進が目覚しく、2006年の第16回IBAFインターコンチネンタルカップでは欧州の代表チームとして初の準優勝を果たした。
2007年の第37回IBAFワールドカップではベスト4入りした。
2009年3月の第2回WBCでは、優勝候補の強豪ドミニカ共和国を2度破って2次ラウンド進出を決めた。
2010年の第17回IBAFインターコンチネンタルカップでは2大会連続準優勝を果たした。
2011年の第39回IBAFワールドカップでは、キューバやアメリカ、日本に第1・第2ラウンドで勝利し、決勝でもキューバに勝利し初優勝を果たした。
2013年3月の第3回WBCではキューバを2度破り、欧州の代表チームとして初めて準決勝進出を決めた。準決勝ではドミニカ共和国に敗れたものの、初のベスト4と躍進した。
2014年の第33回欧州野球選手権では、3大会ぶり21度目の優勝を果たした。
2015年11月の第1回WBSCプレミア12ではベスト8となった。
2016年1月にはキューバ代表との強化試合を行う予定だったが、雨天中止となった。7月には第28回ハーレムベースボールウィークで優勝。9月には第2回フランス国際野球大会に前大会に続き出場し、2大会連続2度目の優勝。また、第34回欧州野球選手権では全勝で2大会連続22度目の優勝。11月には日本代表と強化試合を開催した。
2017年3月の第4回WBCでは、2大会連続でベスト4に進出した。
2023年の第5回WBCでは1次ラウンドで敗退した。同年9月の第37回欧州野球選手権では、準決勝でスペインに敗れ、出場33回連続で達成していた決勝進出を初めて逃した。3位決定戦ではドイツに5-4で辛勝し、出場34回連続でのメダル獲得となった。

## チーム事情
野球が盛んでメジャーリーガーを多数輩出しているキュラソー島やアルバなど、カリブ海地域のオランダ王国構成領土（旧オランダ領アンティル）出身の選手も代表入りできる。この措置により、第1回WBCではキュラソー島出身のアンドリュー・ジョーンズが代表入りした。なお、IBAFワールドカップやパンアメリカン競技大会野球競技ではオランダ本土（ヨーロッパ・オランダ）とは別のオランダ領アンティル代表が組織されていたが、2010年以降は自治領の解体に伴いキュラソー代表が旧アンティル代表の組織を承継しており、オランダ本土代表と年1回のペースで強化試合を実施している。また、1986年にオランダ領アンティルから分離したアルバもWBCを除き独自の野球アルバ代表を組織して大会に参加している。オリンピックには4回出場した。また、WBCに限っては韓国を相手に2勝挙げてることから「韓国キラー」とも呼ばれている。

## 国際大会における成績

### ワールド・ベースボール・クラシック
| 回 | 年   | 開催地                                                                       | 順位            |
| -- | ---- | ---------------------------------------------------------------------------- | --------------- |
| 1  | 2006 | アメリカ合衆国の旗 · 日本の旗 · プエルトリコの旗                             | 1次ラウンド敗退 |
| 2  | 2009 | アメリカ合衆国の旗 · 日本の旗 · プエルトリコの旗 · メキシコの旗 · カナダの旗 | 2次ラウンド敗退 |
| 3  | 2013 | アメリカ合衆国の旗 · 日本の旗 · プエルトリコの旗 · 中華民国の旗              | ベスト4         |
| 4  | 2017 | アメリカ合衆国の旗 · 日本の旗 · 大韓民国の旗 · メキシコの旗                  | ベスト4         |
| 5  | 2023 | アメリカ合衆国の旗 · 日本の旗 · 中華民国の旗                                 | 1次ラウンド敗退 |
| 6  | 2026 |                                                                              | 出場権獲得      |

### オリンピック
| 回 | 年   | 開催地     | 順位     |
| -- | ---- | ---------- | -------- |
| 26 | 1992 | バルセロナ | 予選敗退 |
| 27 | 1996 | アトランタ | 5位      |
| 28 | 2000 | シドニー   | 5位      |
| 29 | 2004 | アテネ     | 6位      |
| 30 | 2008 | 北京       | 7位      |
| 33 | 2021 | 東京       | 予選敗退 |

### WBSCプレミア12
| 回 | 年   | 開催地                                                | 順位 |
| -- | ---- | ----------------------------------------------------- | ---- |
| 1  | 2015 | 日本の旗 · 中華民国の旗                               | 7位  |
| 2  | 2019 | 日本の旗 · 中華民国の旗 · 大韓民国の旗 · メキシコの旗 | 10位 |
| 3  | 2024 | 日本の旗 · 中華民国の旗 · メキシコの旗                | 9位  |

### インターコンチネンタルカップ
- 1973年 - 予選敗退
- 1975年 - 予選敗退
- 1977年 - 予選敗退
- 1979年 - 予選敗退
- 1981年 - 予選敗退
- 1983年 - 4位
- 1987年 - 予選敗退
- 1989年 - 予選敗退
- 1991年 - 予選敗退
- 1993年 - 予選敗退
- 1995年 - 9位
- 1997年 - 予選敗退
- 1999年 - 8位
- 2002年 - 8位
- 2006年 - 準優勝
- 2010年 - 準優勝

### ワールドカップ
- 1970年 - 12位
- 1971年 - 予選敗退
- 1972年 - 予選敗退
- 1973年 - 8位
- 1974年 - 予選敗退
- 1976年 - 11位
- 1978年 - 7位
- 1980年 - 12位
- 1982年 - 6位
- 1984年 - 13位
- 1986年 - 9位
- 1988年 - 10位
- 1990年 - 9位
- 1994年 - 10位
- 1998年 - 6位
- 2001年 - 7位
- 2003年 - 10位
- 2005年 - 4位
- 2007年 - 4位
- 2009年 - 6位
- 2011年 -  優勝

### 欧州野球選手権
- 1954年 - 不参加
- 1955年 - 不参加
- 1956年 - 優勝
- 1957年 - 優勝
- 1958年 - 優勝
- 1960年 - 優勝
- 1962年 - 優勝
- 1964年 - 優勝
- 1965年 - 優勝
- 1967年 - 不参加
- 1969年 - 優勝
- 1971年 - 優勝
- 1973年 - 優勝
- 1975年 - 準優勝
- 1977年 - 準優勝
- 1979年 - 準優勝
- 1981年 - 優勝
- 1983年 - 準優勝
- 1985年 - 優勝
- 1987年 - 優勝
- 1989年 - 準優勝
- 1991年 - 準優勝
- 1993年 - 優勝
- 1995年 - 優勝
- 1997年 - 準優勝
- 1999年 - 優勝
- 2001年 - 優勝
- 2003年 - 優勝
- 2005年 - 優勝
- 2007年 - 優勝
- 2010年 - 準優勝
- 2012年 - 準優勝
- 2014年 - 優勝
- 2016年 - 優勝
- 2019年 - 優勝
- 2021年 - 優勝
- 2023年 - 3位

### ハーレムベースボールウィーク
- 2004 - 優勝
- 2006 - 優勝
- 2010 - 優勝
- 2016 - 優勝

### フランス国際野球大会
- 2014年 - 優勝
- 2016年 - 優勝

## 世界ランキング
WBSCが発表している男子野球世界ランキングにおいて、オランダの順位は以下の通りである。
| 回 | 発表日         | 順位 | 変動 | ポイント |
| -- | -------------- | ---- | ---- | -------- |
| 1  | 2012年12月31日 | 7    | +-0  | 476.76   |
| 2  | 2014年12月31日 | 5    | 2    | 433.5    |
| 3  | 2016年12月31日 | 9    | 4    | 2071     |
| 4  | 2018年9月25日  | 7    | 2    | 2263     |
| 5  | 2018年12月17日 | 8    | 1    | 2421     |
| 6  | 2019年12月31日 | 7    | 1    | 2690     |
| 7  | 2020年3月18日  | 9    | 2    | 2690     |
| 8  | 2021年6月28日  | 9    | +-0  | 1620     |
| 9  | 2021年8月11日  | 8    | 1    | 1740     |
| 10 | 2021年12月31日 | 8    | +-0  | 2058     |
| 11 | 2022年12月31日 | 7    | 1    | 2468     |
| 12 | 2023年3月28日  | 8    | 1    | 3089     |
| 13 | 2023年8月15日  | 7    | 1    | 3187     |
| 14 | 2023年10月5日  | 7    | +-0  | 3288     |
| 15 | 2023年11月2日  | 7    | +-0  | 3288     |

## 歴代監督
- ロバート・エーンホーン （2001 - 2008）
- デーブ・ジョンソン（2003 - 2004）
- ロッド・デルモニコ（2009）
- ジム・ストッケル（2010）
- ブライアン・ファーレイ（2010）
- ヘンスリー・ミューレンス（2013 - 現在）
- スティーブ・ヤンセン（2014、2016）

## 代表選手
- 2006 ワールド・ベースボール・クラシック・オランダ代表
- 2009 ワールド・ベースボール・クラシック・オランダ代表
- 2011 IBAFワールドカップ オランダ代表
- 2013 ワールド・ベースボール・クラシック・オランダ代表
- 2014年フランス国際野球大会オランダ代表
- 2014年ヨーロッパ野球選手権大会オランダ代表
- 2015 ワールドポート・トーナメント オランダ代表
- 2015 WBSCプレミア12 オランダ代表
- 2016 ハーレムベースボールウィーク オランダ代表
- 2016年フランス国際野球大会オランダ代表
- 2016年ヨーロッパ野球選手権大会オランダ代表
- 2017 ワールド・ベースボール・クラシック・オランダ代表
- 2019 WBSCプレミア12 オランダ代表
- 2023 ワールド・ベースボール・クラシック・オランダ代表
- 2024 WBSCプレミア12 オランダ代表